# العلاقات البلجيكية الناوروية
العلاقات البلجيكية الناوروية هي العلاقات الثنائية التي تجمع بين بلجيكا وناورو.

## مقارنة بين البلدين
هذه مقارنة عامة ومرجعية للدولتين:
| وجه المقارنة                                              | بلجيكا                                                                              | ناورو                          |
| --------------------------------------------------------- | ----------------------------------------------------------------------------------- | ------------------------------ |
| المساحة (كم2)                                             | 30.53 ألف                                                                           | 21                             |
| عدد السكان (نسمة)                                         | 11.37 مليون                                                                         | 10.08 ألف                      |
| الكثافة السكانية (ن./كم²)                                 | 372.42                                                                              | 48.00 ألف                      |
| العاصمة                                                   | بروكسل                                                                              | ضاحية يارين                    |
| اللغة الرسمية                                             | اللغة الهولندية، لغة فرنسية، اللغة الألمانية                                        | اللغة الناورونية، لغة إنجليزية |
| العملة                                                    | يورو، فرنك بلجيكي                                                                   | دولار أسترالي                  |
| الناتج المحلي الإجمالي (بليون دولار)                      | 492.68 مليار                                                                        | 113.88 مليون                   |
| الناتج المحلي الإجمالي (تعادل القوة الشرائية) بليون دولار | 514.74 مليار                                                                        | 162.98 مليون                   |
| الناتج المحلي الإجمالي الاسمي للفرد دولار أمريكي          | 40.32 ألف                                                                           | 9.83 ألف                       |
| الناتج المحلي الإجمالي للفرد دولار أمريكي                 | 43.44 ألف                                                                           |                                |
| مؤشر التنمية البشرية                                      | 0.890                                                                               |                                |
| رمز المكالمات الدولي                                      | +32                                                                                 | +674                           |
| رمز الإنترنت                                              | .be                                                                                 | .nr                            |
| المنطقة الزمنية                                           | توقيت وسط أوروبا، ت ع م+01:00، ت ع م+02:00، توقيت وسط أوروبا الصيفي، أوروبا/بروكسل ‏ | ت ع م+12:00                    |

## منظمات دولية مشتركة
يشترك البلدان في عضوية مجموعة من المنظمات الدولية، منها:
| علم المنظمة | اسم المنظمة                   | تاريخ انضمام بلجيكا | تاريخ انضمام ناورو |
| ----------- | ----------------------------- | ------------------- | ------------------ |
|             | الاتحاد البريدي العالمي       | ?                   | ?                  |
|             | الاتحاد الدولي للاتصالات      | 1866                | 10 يونيو 1969      |
|             | منظمة حظر الأسلحة الكيميائية  | ?                   | ?                  |
|             | الأمم المتحدة                 | 27 ديسمبر 1945      | 14 سبتمبر 1999     |
|             | منظمة الشرطة الجنائية الدولية | ?                   | ?                  |
|             | يونسكو                        | 29 نوفمبر 1946      | 17 أكتوبر 1996     |
|             | بنك التنمية الآسيوي           | 1966                | 1991               |

## وصلات خارجية
- موقع وزارة الخارجية البلجيكية